# Hendrik Lenstra
Hendrik Willem Lenstra (Zaandam, 16 april 1949) is een Nederlands wiskundige. Lenstra promoveerde aan de Universiteit van Amsterdam in 1977 en werd daar hoogleraar in 1978. In 1987 werd hij benoemd aan de Universiteit van Californië te Berkeley. Van 1998 tot 2003 verdeelde hij zijn tijd tussen Berkeley en de Universiteit Leiden. Vanaf 2003 tot aan zijn emeritaat was hij voltijds hoogleraar, en daarna emeritus hoogleraar te Leiden.
Lenstra kreeg in 1998 de Spinozaprijs.
Lenstra is bekend geworden door zijn ontdekkingen van het algoritme van Lenstra en van het LLL-algoritme. De laatstgenoemde ontdekking deed hij in 1982 samen met zijn broer Arjen Lenstra en de Hongaarse wiskundige László Lovász.
In 1986 was hij op het Internationaal Wiskundecongres (ICM) in Berkeley een van de Invited Speakers met als onderwerp Elliptic Curves and number theoretic algorithms. In 2007 benoemde de Koninklijke Nederlandse Akademie van Wetenschappen (KNAW) hem tot Akademiehoogleraar. Lenstra was voorzitter van het programmacomité voor het Internationaal Wiskundecongres in 2010 in Haiderabad (India).
Zijn broers Arjen, Andries en Jan Karel Lenstra zijn ook wiskundigen.